# Bill Sheffield
Pour les articles homonymes, voir Sheffield (homonymie).
William Jennings Sheffield Jr., dit Bill Sheffield, né le 26 juin 1928 à Spokane (État de Washington) et mort le 4 novembre 2022 à Anchorage (Alaska), est un homme politique américain.
Membre du Parti démocrate, il est la cinquième personne à devenir gouverneur de l'État de l'Alaska, entre 1982 et 1986.

## Publications
- Bill Sheffield: A Memoir, Susitna Publishing Co., 2018.